# Chordophora pyrrhophanes
Chordophora pyrrhophanes là một loài bướm đêm trong họ Geometridae.